# رالف مان
رالف مان (بالإنجليزية: Ralph Mann)‏ هو منافس ألعاب قوى أمريكي، ولد في 16 يونيو 1949 في لونغ بيتش في الولايات المتحدة.

## وصلات خارجية
- رالف مان على موقع الاتحاد الدولي لألعاب القوى (الإنجليزية)
- رالف مان على موقع الاتحاد الأمريكي لسباقات المضمار والميدان (الإنجليزية)
- رالف مان على موقع الاتحاد الأمريكي لسباقات المضمار والميدان (الإنجليزية)
- رالف مان على موقع اللجنة الأولمبية الدولية (الإنجليزية)
- رالف مان على موقع أوليمبيديا (الإنجليزية)